# Jorge Costa
Jorge Paulo Costa Almeida (wym. [ˈʒɔɾʒ(ɨ) ˈkɔʃtɐ]; ur. 14 października 1971 w Porto, zm. 5 sierpnia 2025 tamże) – portugalski piłkarz,  występujący na pozycji środkowego obrońcy oraz trener piłkarski.

## Kariera klubowa
Jest wychowankiem FC Porto, ale w Superlidze zadebiutował w barwach FC Penafiel, gdzie został wypożyczony w sezonie 1990–1991. Po zakończeniu tych rozgrywek zdobył z reprezentacją Portugalii U-20, prowadzoną przez Carlosa Queiroza, młodzieżowe mistrzostwo świata. W 1992 roku ponownie trafił do Porto, tym razem do pierwszej drużyny, w której występował przez trzynaście lat, z kilkumiesięczną przerwą spędzoną w Charltonie Athletic (musiał odejść po konflikcie ze trenerem Octávio Machado). Z zespołem ze stolicy kraju wywalczył osiem tytułów mistrza Portugalii, a pod koniec swojej piłkarskiej kariery zapisał także sukcesy na arenie międzynarodowej; był jednym z kilku starszych graczy, którzy pod trenerskim okiem José Mourinho, zdobyli w 2003 roku Puchar UEFA, a rok później - Ligę Mistrzów. Od 1998 roku pełnił obowiązki kapitana zespołu, aż do 2005 roku, kiedy stracił miejsce w pierwszej jedenastce. W grudniu tego roku podpisał kontrakt ze Standardem Liège, a sześć miesięcy później zakończył karierę.

## Kariera reprezentacyjna
W reprezentacji Portugalii rozegrał 50 meczów. Przez wiele lat tworzył wraz z Fernando Couto duet środkowych obrońców drużyny narodowej. Uraz kolana wyeliminował go z udziału w Euro 1996, ale na Euro 2000, gdzie podopieczni Humberto Coelho zdobyli brązowy medal, oraz na mundialu 2002 grał we wszystkich spotkaniach. Po tym ostatnim turnieju postanowił zakończyć karierę reprezentacyjną.

## Sukcesy piłkarskie
- Mistrzostwo Portugalii: 1993, 1995, 1996, 1997, 1998, 1999, 2003, 2004
- Puchar Portugalii: 2001
- Puchar UEFA: 2003
- Liga Mistrzów: 2004
- Puchar Interkontynentalny: 2004